# مردم توراجائی
توراجائی‌ها یک گروه قومی بومی منطقه کوهستانی سولاوسی جنوبی اندونزی هستند. جمعیت آنها تقریباً ۱۱۰۰۰۰۰ نفر است که ۴۵۰۰۰۰ نفر از آنها در منطقه تانا توراجا ("سرزمین توراجا") زندگی می‌کنند. بیشتر جمعیت مسیحی هستند و بقیه مسلمان هستند یا عقاید آنیمیستی محلی دارند که با عنوان aluk ( به معنای "راه") شناخته می‌شود. دولت اندونزی این باور حیوانی را با عنوان Aluk To Dolo ("راه اجداد") به رسمیت شناخته‌است.
منشأ کلمه توراجا به زبان بوگینی برمی‌گردد که در آن زبان کلمه ریاجا به معنای «مردم ارتفاعات» است. دولت استعماری هلند در سال ۱۹۰۹ این مردم را توراجا نامید. توراجائی‌ها به‌خاطر تشریفات دقیق تشییع جنازه، مکان‌های دفن حکاکی‌شده در صخره‌های صخره‌ای، خانه‌های سنتی با سقف قله‌ای عظیم به نام تونگ‌کونان، و کنده‌کاری‌های چوبی رنگارنگ مشهور هستند. مراسم تشییع جنازه توراجا رویدادهای اجتماعی مهمی هستند که معمولاً صدها نفر در آن شرکت می‌کنند و برای چندین روز ادامه دارند.
قبل از قرن بیستم، توراجائی‌ها در دهکده‌های خودمختار زندگی می‌کردند، جایی که آنیمیسم را تمرین می‌کردند و دنیای خارج نسبتاً دست نخورده بودند. در اوایل دهه ۱۹۰۰، مبلغان هلندی برای اولین بار تلاش کردند تا کوهستان‌های توراجان را به مسیحیت تبدیل کنند. زمانی که منطقه تانا توراجا بیشتر به روی جهان خارج در دهه ۱۹۷۰ باز شد، به نماد گردشگری در اندونزی تبدیل شد: توسعه گردشگری از آن بهره‌برداری شد و توسط مردم شناسان مورد مطالعه قرار گرفت. در دهه ۱۹۹۰، زمانی که گردشگری به اوج خود رسید، جامعه توراجا به‌طور قابل توجهی تغییر کرده بود، از یک مدل کشاورزی - که در آن زندگی اجتماعی و آداب و رسوم زاییده آلوک تو دولو بود - به یک جامعه عمدتاً مسیحی. امروزه، گردشگری و حواله‌های توراجان مهاجر، تغییرات عمده‌ای را در ارتفاعات توراجا ایجاد کرده‌است، که به توراجا جایگاه مشهوری در اندونزی داده و غرور گروه قومی توراجا را افزایش داده‌است.
دین در بین مردم توراجائی

## نگارخانه

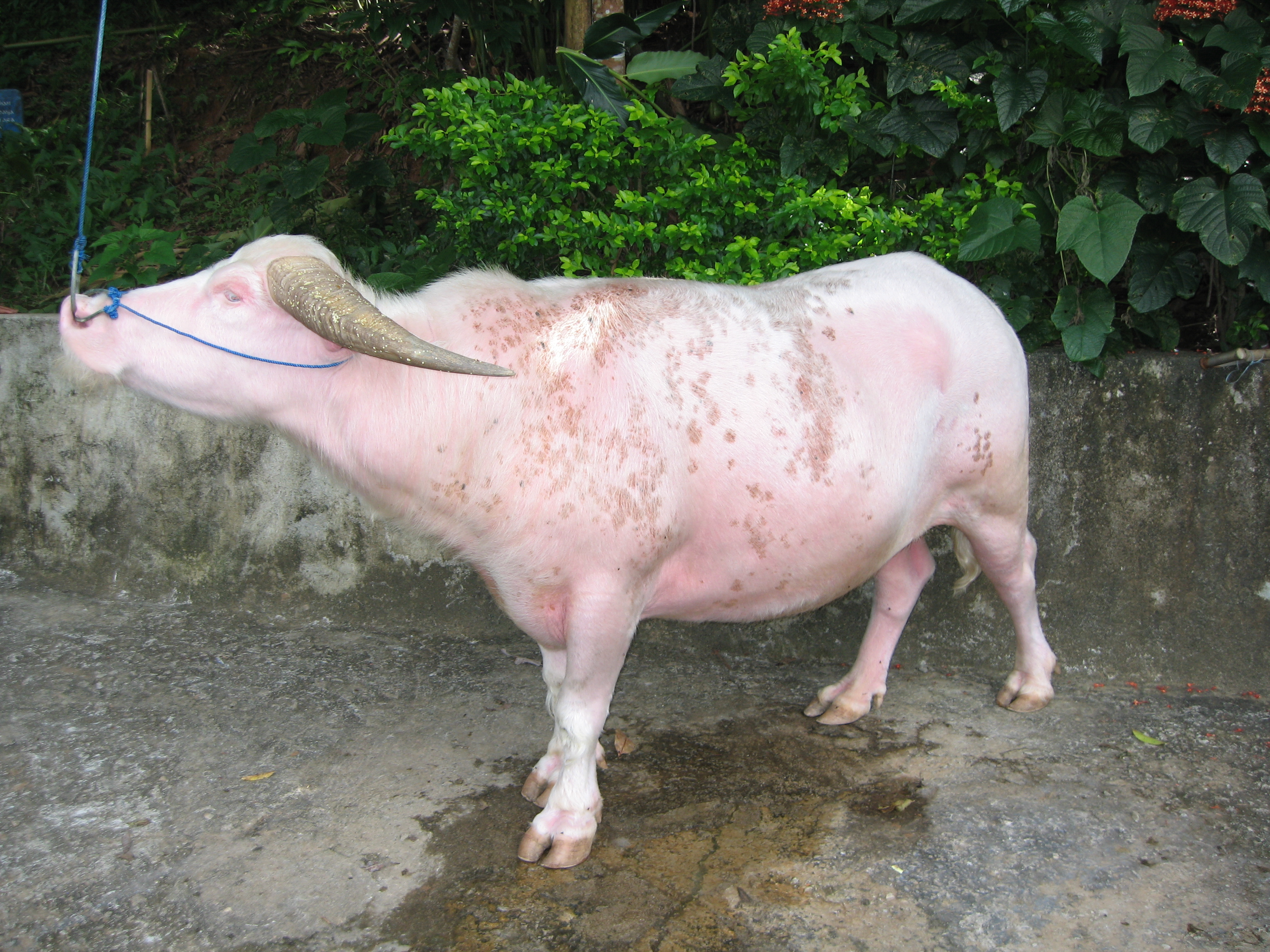
یک گاومیش آلبینو با ارزش در نزدیکی رانتِپائُو.
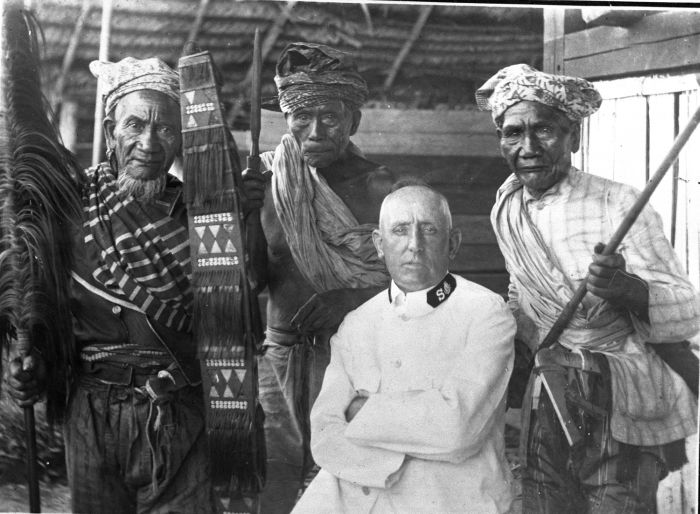
سه تن از بزرگان توراجا با لباس رزمی سنتی در حال ژست گرفتن با یکی از افسران سپاه رستگاری، سال ۱۹۳۰
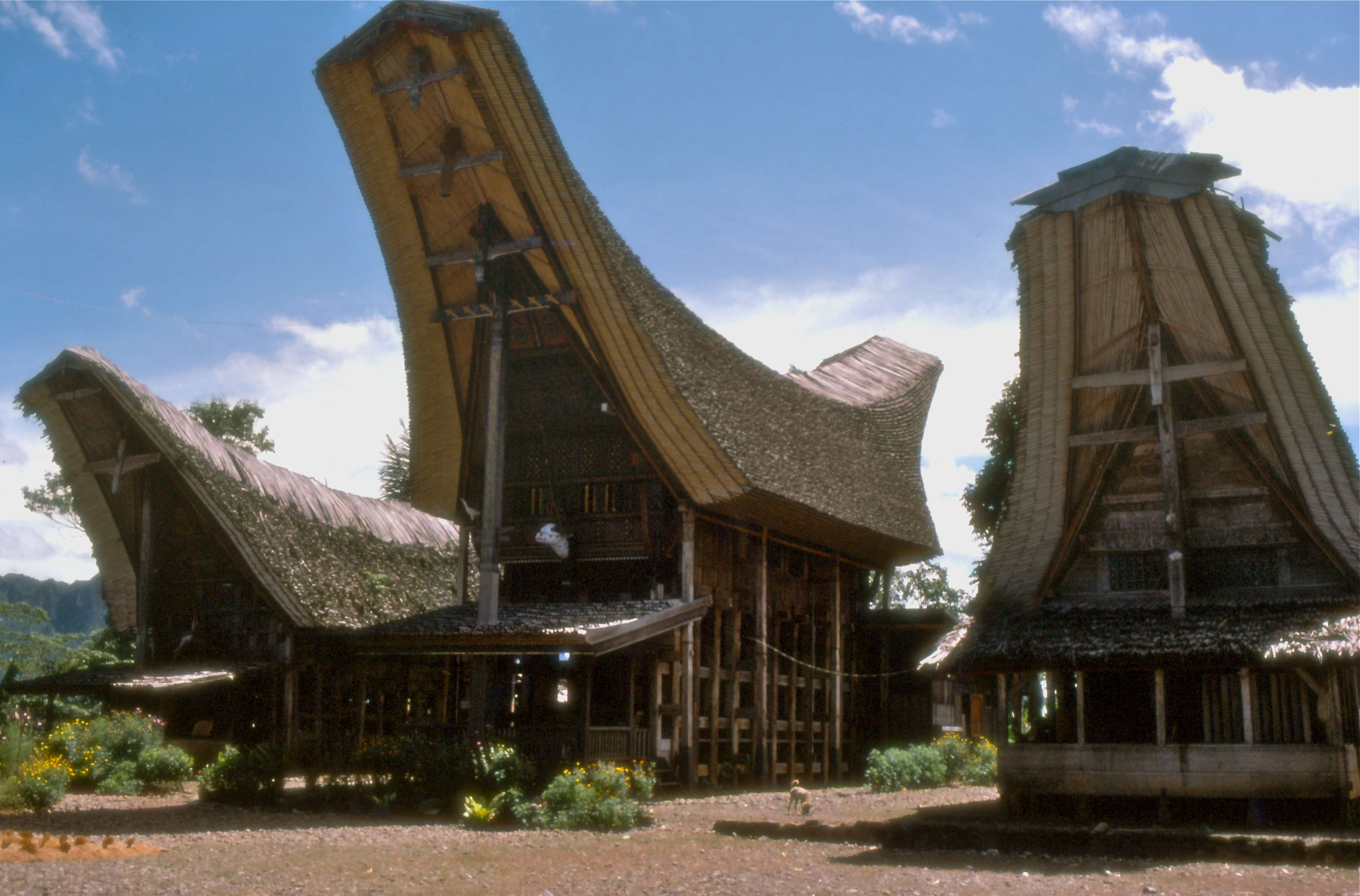
سه تونگ‌کونان در روستای توراجان
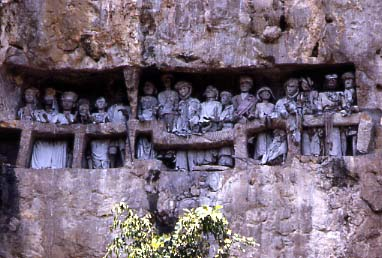
محل دفن حکاکی شده با سنگ. تاو تاو (تصویر متوفی) در غار گذاشته می‌شد و به زمین نگاه می‌کرد.
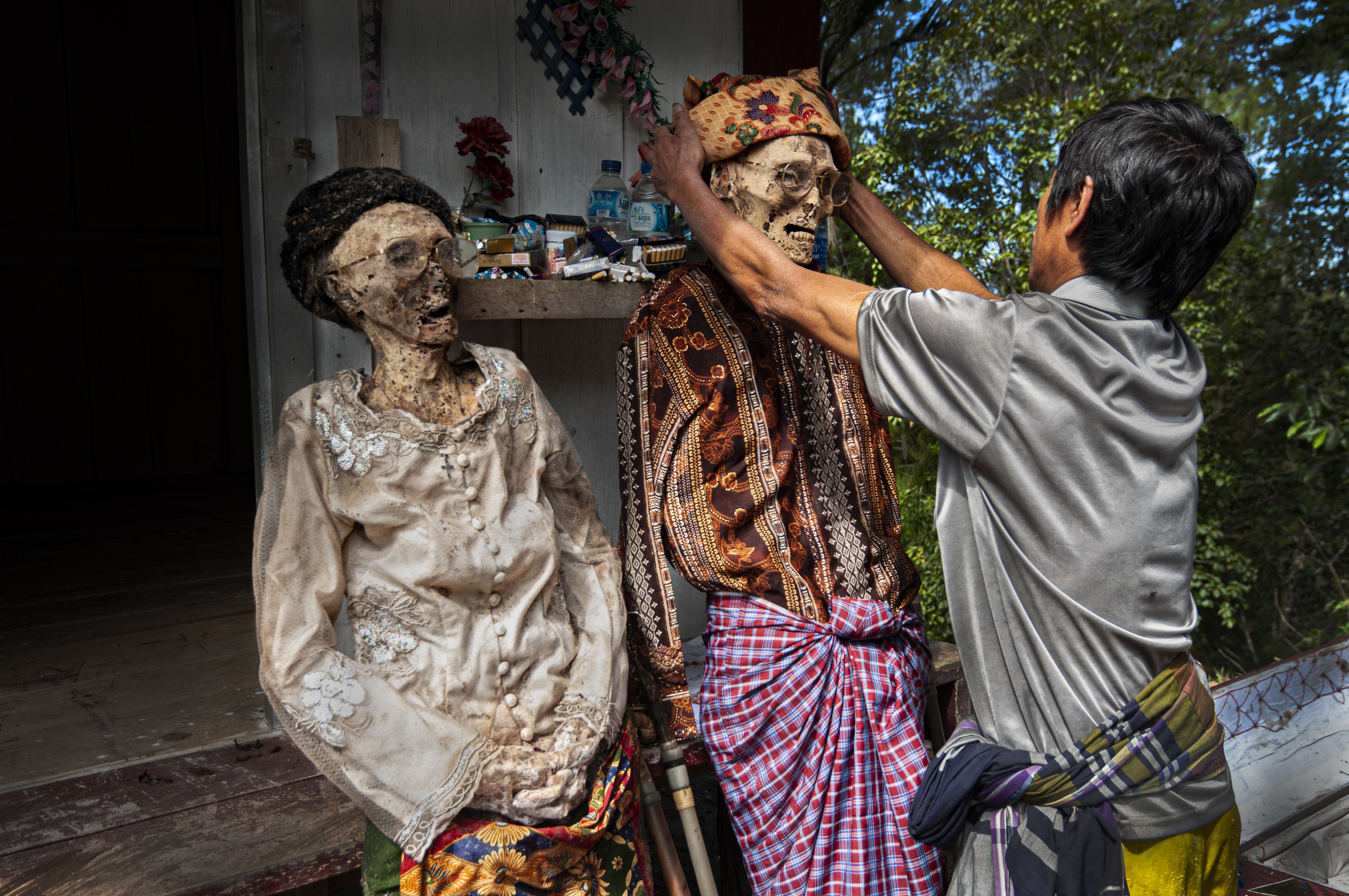
مراسم سنتی «مانِنِه» که در آن لباس متوفی را تعویض می‌کنند
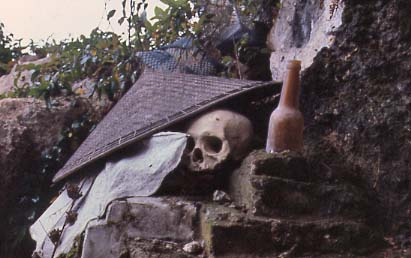
یک مدفن
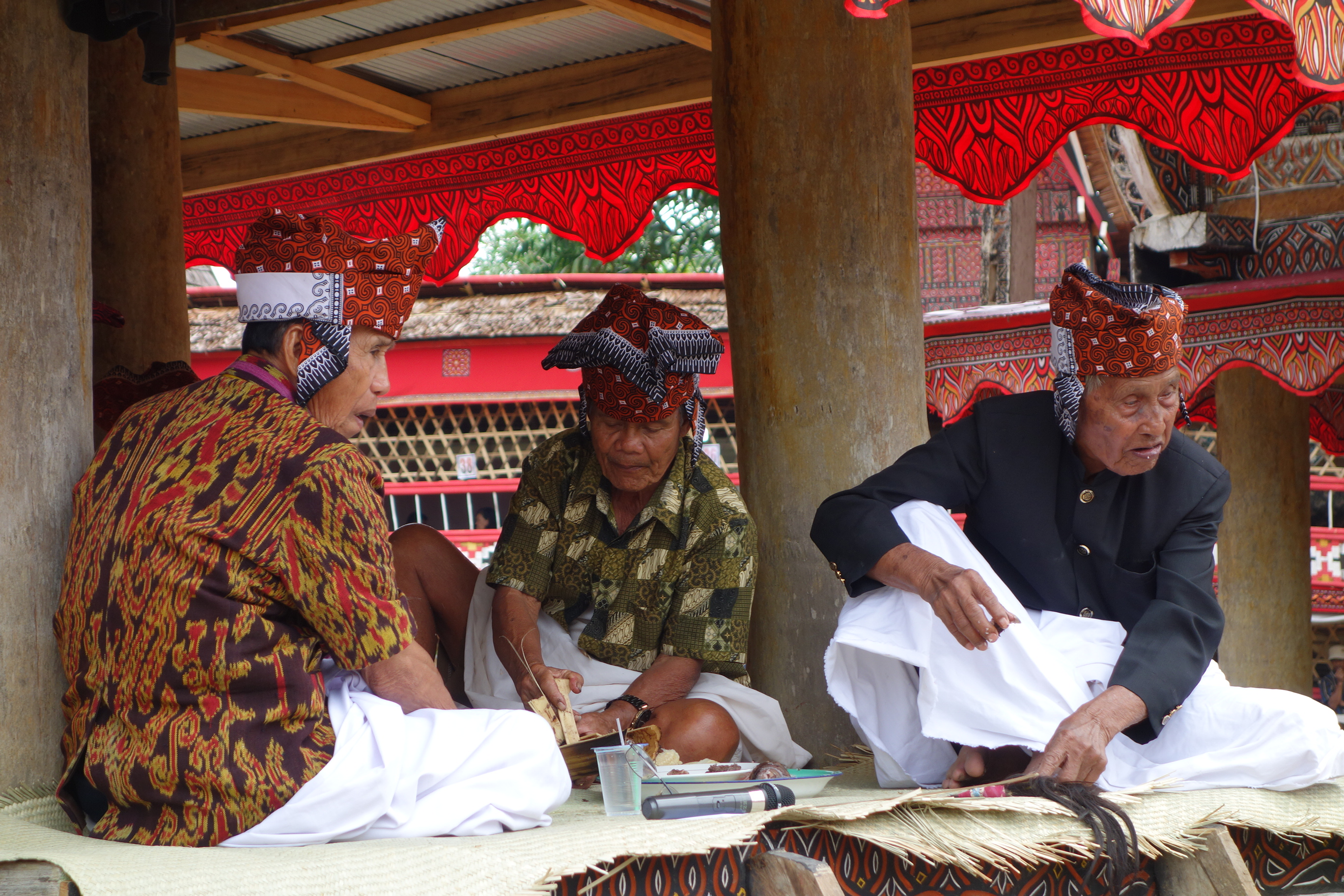
سه تن از پیران توراجا با لباس سنتی در مراسم بیداری شرکت می‌کنند. مارس ۲۰۱۴.
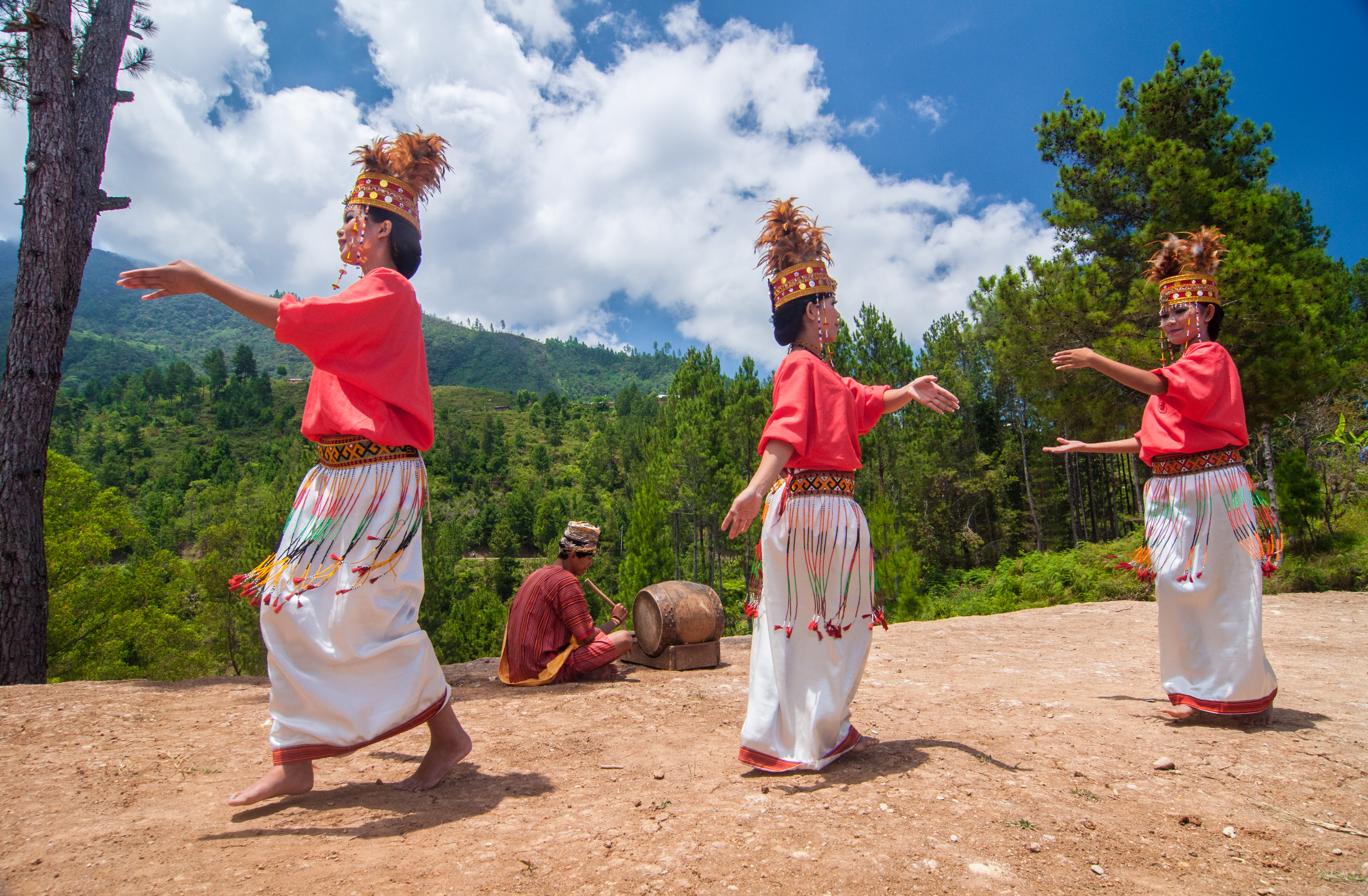
اجرای رقص پاءگِلُو در تانا توراجا
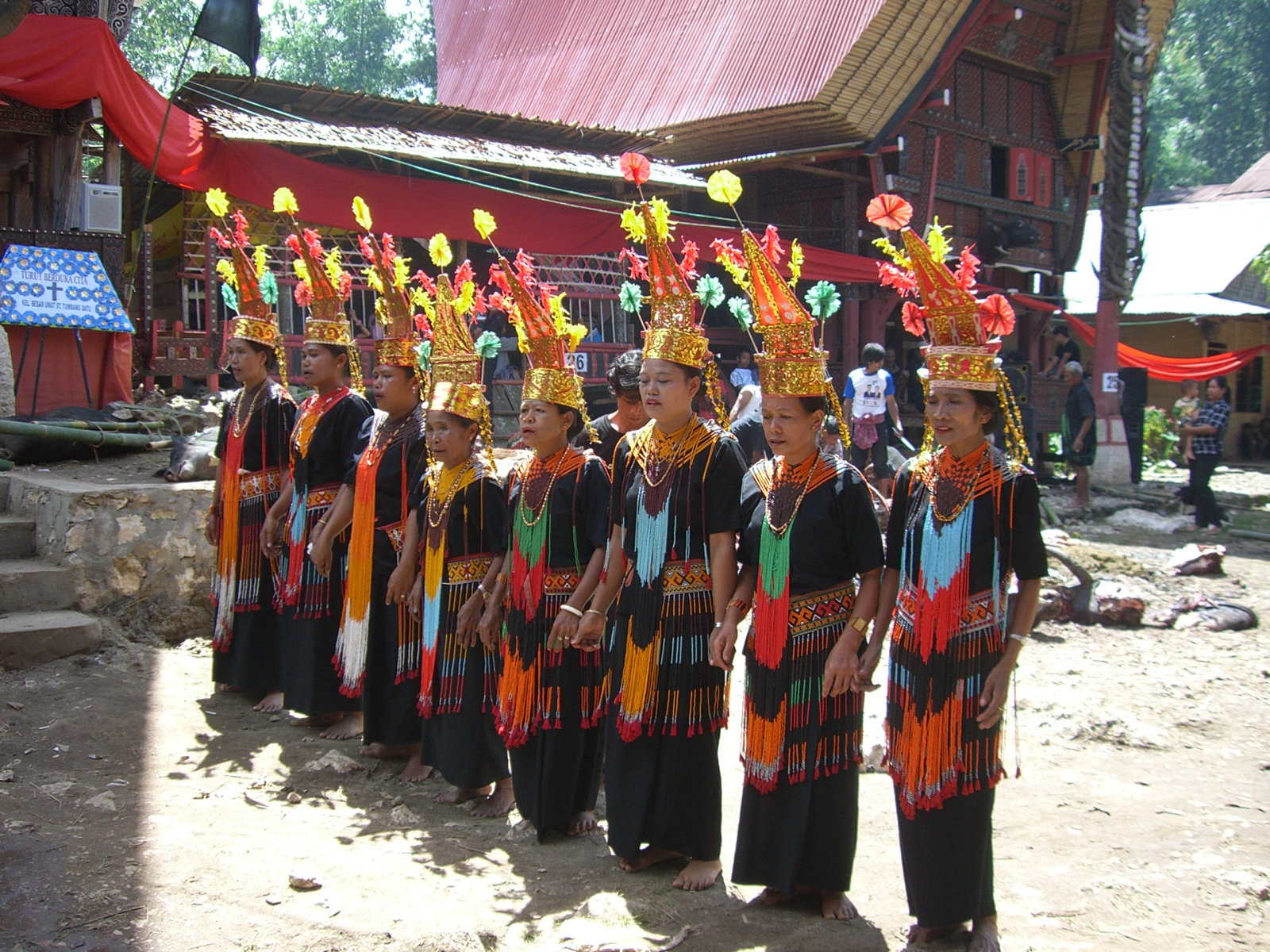
آهنگ و رقص سنتی در مراسم خاکسپاری در تانا توراجا
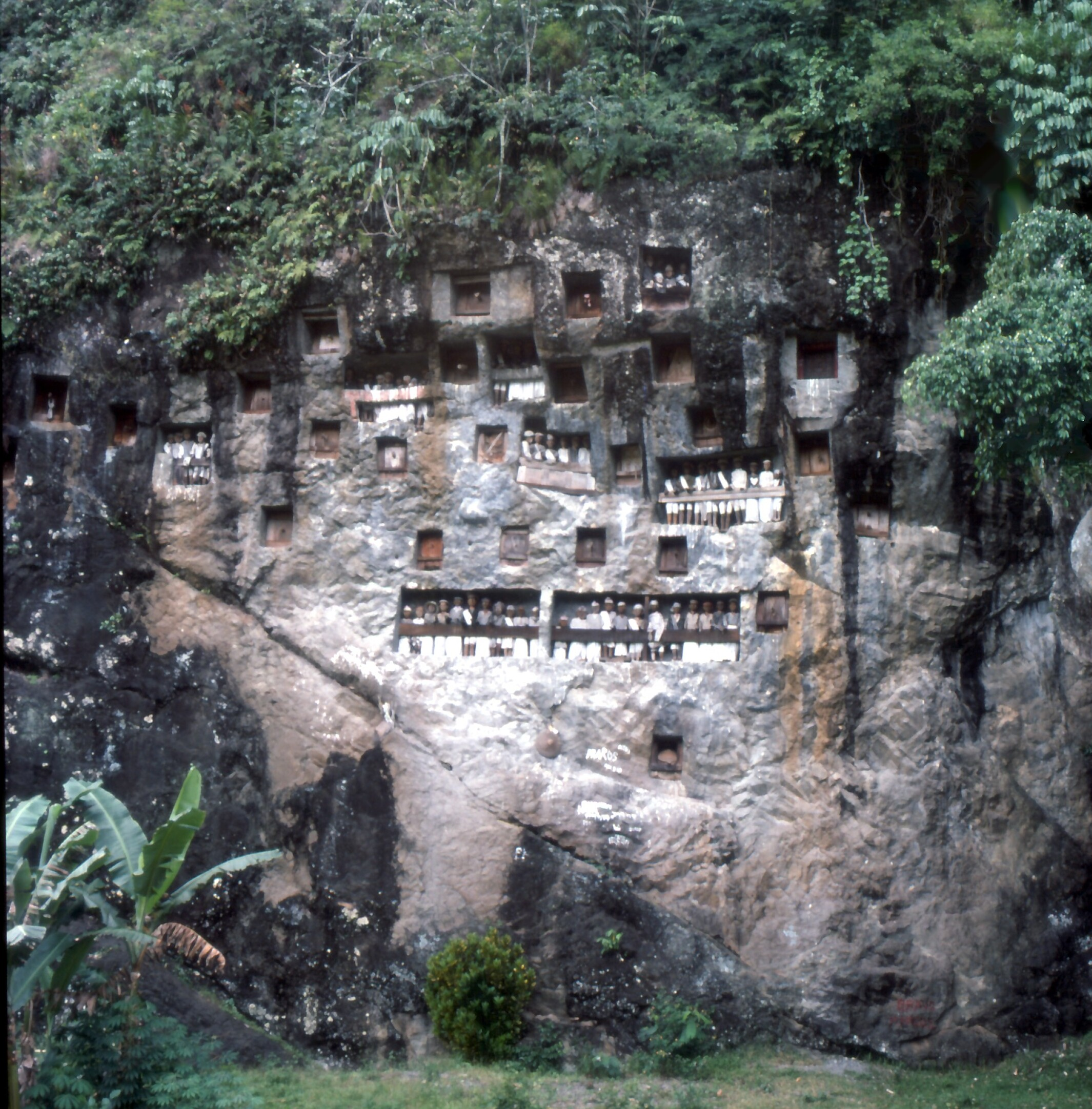
مقبره توراجان در یک صخره سنگی مرتفع یکی از جاذبه‌های گردشگری تانا توراجا است.
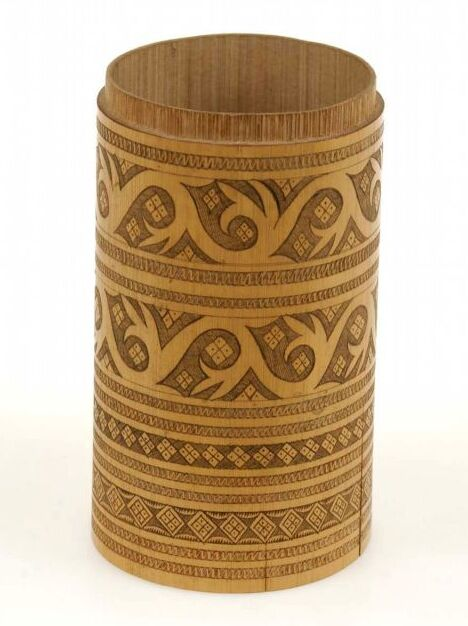
لوله تنباکوی کوچک بامبو. چنین صنایع دستی مورد توجه گردشگران هستند.